# RZRA Liwiec
RZRA Liwiec – Radiolokacyjny Zestaw Rozpoznania Artyleryjskiego produkcji PIT-Radwar S.A, zainstalowany na podwoziu Jelcz P.662D.43.
Pozwala wykrywać stanowiska artylerii lufowej i rakietowej przeciwnika oraz korygować ognień własnych środków ogniowych.

## Historia
Prototyp zaprojektowano i wykonano w latach 2002–2006. Był on zabudowany na czteroosiowym podwoziu Jelcz 862. W 2007 roku na salonie MSPO w Kielcach został wyróżniony nagrodą Defender. Trzy zestawy z partii próbnej dostarczono Siłom Zbrojnym w latach 2009-2010.  21 stycznia 2013 roku podpisano umowę o wartości 17,5 mln zł na dostawę siedmiu egzemplarzy seryjnych. Dostawy zakończono w 2018 roku. Seryjne radary oparte są na podwoziu Jelcz P.662D.43 6×6.

## Dane techniczne
- Dokładność określania położenia współrzędnych:
  - stanowisk ogniowych: poniżej 1% odległości
  - punktów upadku pocisków: poniżej: 1% odległości
- Kompatybilność elektromagnetyczna: EMI/EMC MIL-STD-461E
- Odporność na warunki środowiskowe: MIL-STD-810E
- Czas rozwijania/zwijania: pojedyncze minuty
- Obsługa: 3 osoby[5]

## Użytkownicy
- Polska – 10

## Użycie
Trzy zestawy z partii próbnej dostarczono Siłom Zbrojnym w latach 2009-2010, natomiast siedem seryjnych w latach 2017-2018 roku. Wchodzą on po trzy w skład każdego z trzech pułków artylerii, a dziesiąty używany jest w Centrum Szkolenia Artylerii i Uzbrojenia im. gen. Józefa Bema w Toruniu.
W latach 2010–2012 jeden zestaw pełnił służbę w Afganistanie w polskiej bazie w prowincji Ghazni.

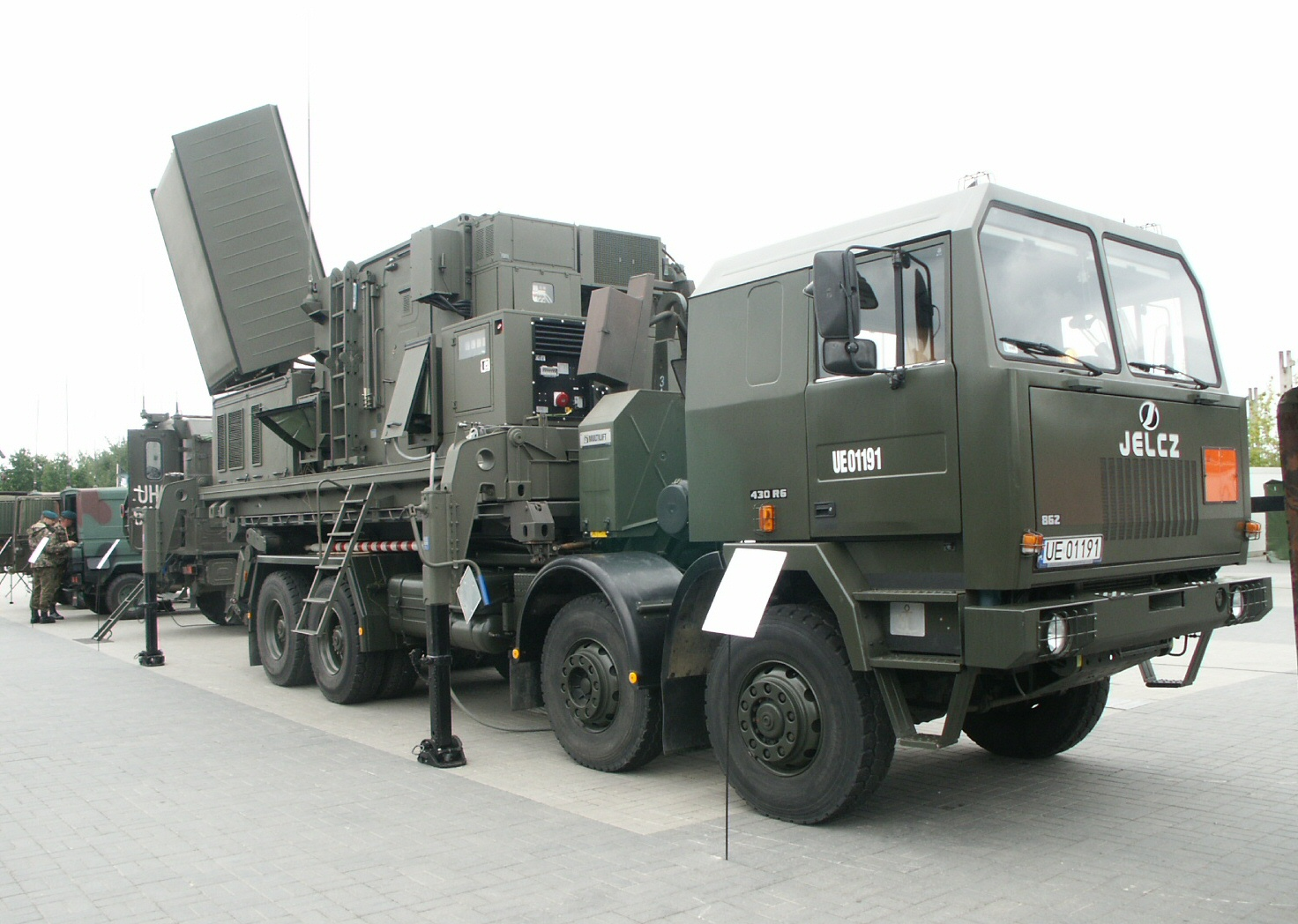
Prototyp na MSPO 2006
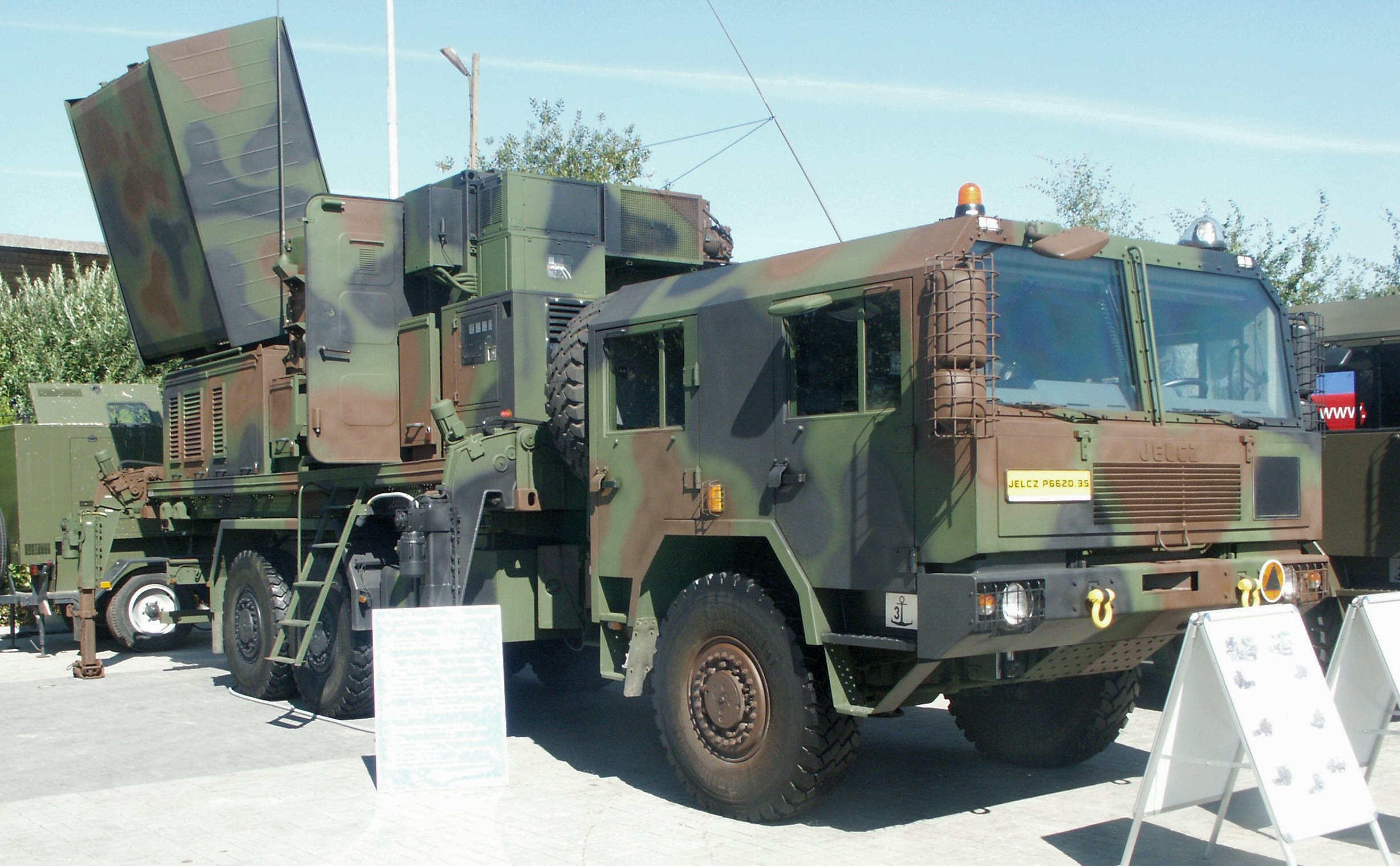
Radar partii próbnej na Jelcz P662D.35
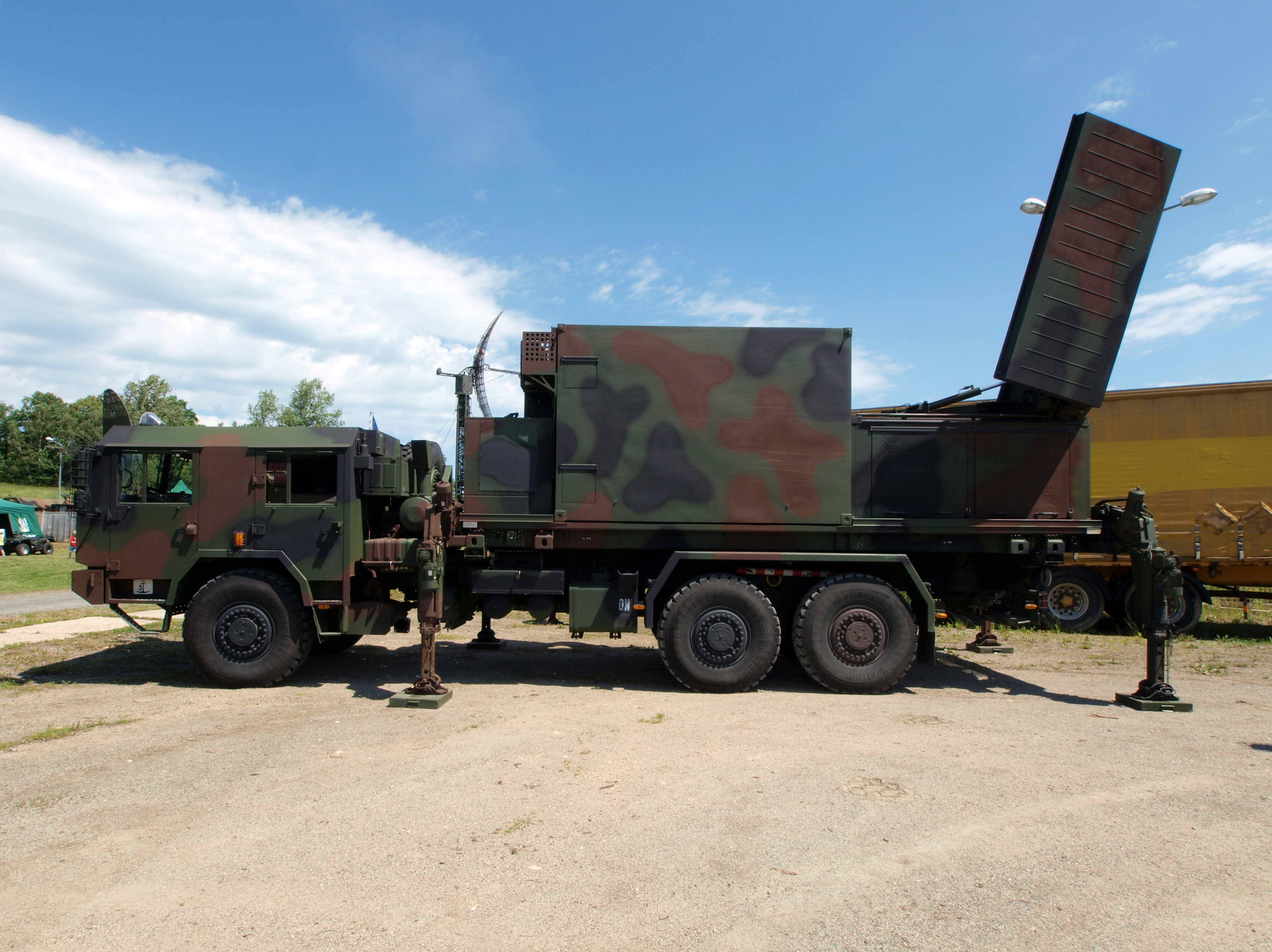
Widok z boku